# Truchseß von Pommersfelden

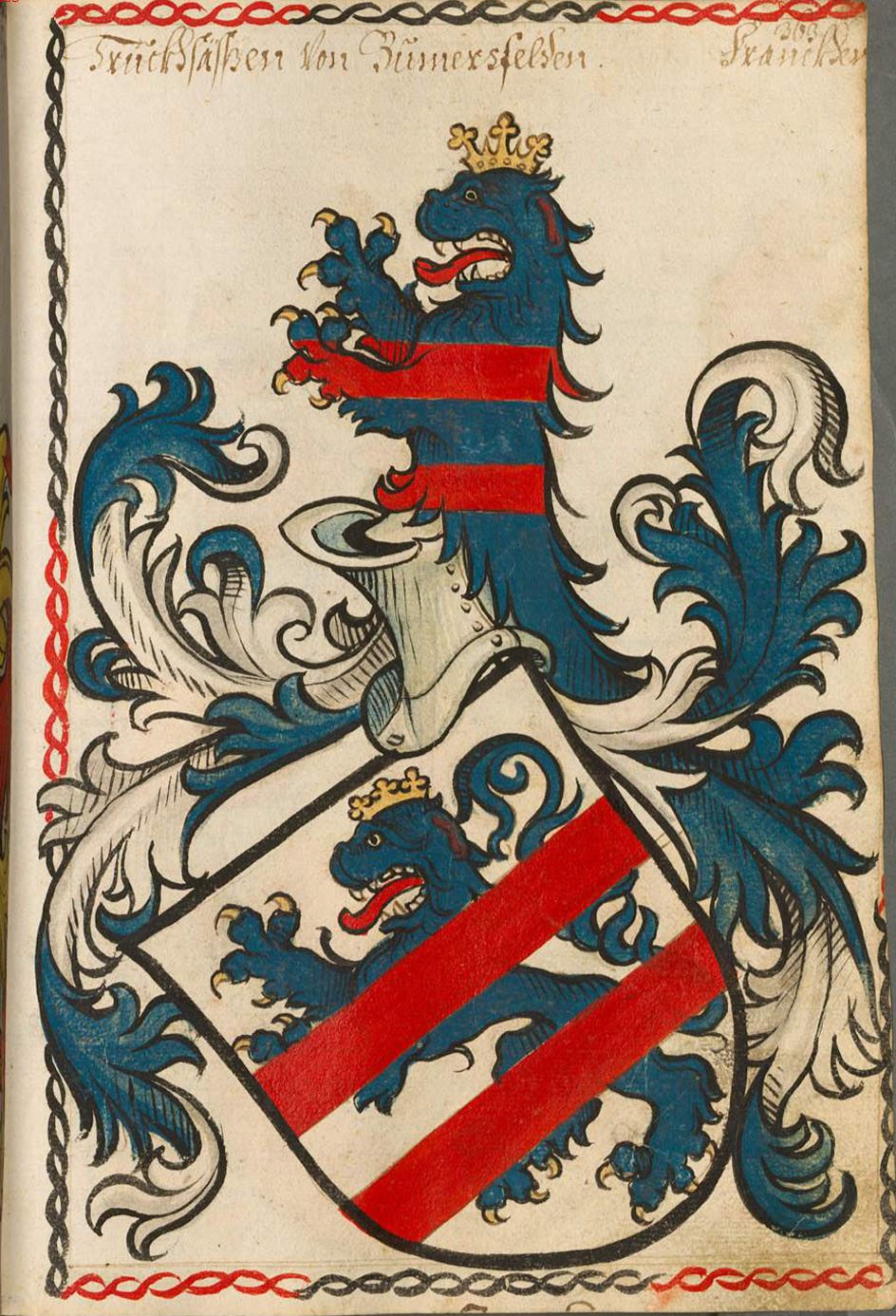
Wappen der Truchseß von Pommersfelden im Scheibler’schen Wappenbuch

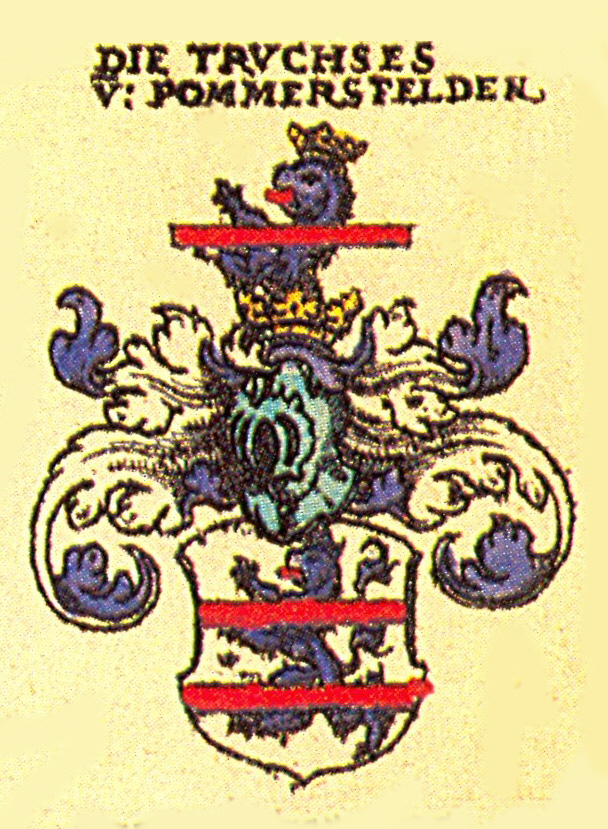
Wappen in Siebmachers Wappenbuch

Die Familie Truchseß von Pommersfelden war ein altes fränkisches Adelsgeschlecht und wurde mit „Conrad dem Alten Truchseß von Pommersfelden“, der als Ahnherr aller Linien geführt wird, 1200 als „edler Zeuge“ genannt. Die Familie starb 1710 mit Friedrich Ernst Truchseß von Pommersfelden aus.

## Ursprung
Der Name Truchseß von Pommersfelden leitet sich vom Hofamt Truchsess und dem Stammsitz Pommersfelden, heute eine Gemeinde im oberfränkischen Landkreis Bamberg, ab.
Auch im Hochstift Bamberg bestanden die vier klassischen Hofämter, die in lokalen Adelsfamilien erblich waren. Diese bestanden bis zum Ende des Hochstiftes 1802 fort, sanken aber im 17. Jahrhundert zu Sinekuren herab. Im 13. bis zum 15. Jahrhundert trugen die Bamberger Bischöfe den höchsten Fürsten des Reiches diese Funktionen als bambergisches Lehen auf: Obertruchsess wurde der Kurfürst der Pfalz, Oberschenk der König von Böhmen, Marschall der Kurfürst von Sachsen und Kämmerer der Kurfürst von Brandenburg. Diese nahmen die Würden selbst nicht wahr, sondern belehnten ihrerseits lokale Adelsfamilien als Afterlehen.
Das Amt des Bamberger Erbuntertruchsesses hatte zunächst die Familie Truchseß von Pommersfelden inne. 1710 starb sie im Mannesstamm aus und es fiel damit als erledigtes Lehen an den Kurfürsten von Bayern zurück, der 1628 mit der Kurwürde auch das Obertruchsessenamt von der Pfalz übernommen hatte.

## Wappen
Das Wappen zeigt in Silber einen blauen Löwen mit goldener Krone, darüber zwei rote Balken. Auf dem Helm mit blau-silbernen Helmdecken der mit einem (oder zwei) roten Balken belegte blaue Löwe wachsend.

## Linien und ihre Persönlichkeiten
Aufgebaut nach den Genealogischen Tabellen von Johann Gottfried Biedermann des Ritterkantons Steigerwald:
- CCLI, die mit Conrad, genannt der Alte, Truchseß von Pommersfelden beginnende Stammbaum teilte sich auf in CCLII, CCLIII und CCLIV.

- CCLII, Linie Truchseß von Pommersfelden in älterer Hauptlinie 1 starb nach 1514 mit Philipp Truchseß von und zu Pommersfelden, Ganerbe auf dem Rothenberg aus. Vermählt war er mit Amalie von Hirschhorn.

- CCLIII, Linie Truchseß von Pommersfelden in älterer Hauptlinie 2 starb mit Thomas Truchseß von Pommersfelden zu Reichmannsdorf und Oberköst aus. Seine beiden Ehefrauen waren Elisabeth von Haymhofen und Sibylla Truchseß von Henneberg, die nach dem Tode des Thomas 1563 den Johann Friedrich von Vestenberg ehelichte.

- - Aus diesem Stamm ging hervor: Lorenz Truchseß von Pommersfelden (1473–20. Dezember 1543). Er war der Sohn des Albrecht Truchseß von Pommersfelden und Reichmannsdorf und dessen Gemahlin Eva von Rosenau. Er war Domkapitular zu Mainz, Würzburg und Worms, später auch Domdechant des hohen Erzstiftes zu Mainz[2]. Er wurde im Dom zu Würzburg bestattet.

- CCLIV, Linie Truchseß von Pommersfelden in jüngerer Hauptlinie wurde mit Tabelle CCLV weitgerführt.

- CCLV, Linie Truchseß von Pommersfelden in jüngerer Hauptlinie wird mit Tabula CCLVI fortgeführt
  - Aus diesem Stamm ging hervor: Veit I. Truchseß von Pommersfelden als Sohn des Georg Truchseß von Pommersfelden und Sambach und dessen Gemahlin Margaretha von Absberg. Er wurde 1501 Fürstbischof von Bamberg (1501–1503).

- CCLVI, Linie Truchseß von Pommersfelden in jüngerer Hauptlinie wurde mit Tabula CCLVII fortgeführt

- CCLVII Linie Truchseß von Pommersfelden in jüngerer Hauptlinie starb mit Friedrich Ernst Truchseß von Pommersfelden zu Pommersfelden, Reichmannsdorf, Oberköst, Hirschbrunn, Weiher und Oberndorf im Jahr 1710 aus. Er ehelichte 1708 Sophia von Watzdorf.

## Verbreitung
Schloss Grünsberg, Hemhofen, Röttenbach (bei Erlangen)

## Das Truchseßische Wappen in Gemeindewappen

Gemeindewappen von Röttenbach (bei Erlangen)